# 桜が丘 (東大和市)
桜が丘 (さくらがおか) は東京都東大和市にある地名。
現行行政町名は一丁目から四丁目。住居表示は未実施。郵便番号は207-0022 (武蔵村山郵便局)管内。

## 地理
市の南西部に位置しする。
東で向原、東南で小平市中島町、南で立川市幸町、南西で立川市柏町、西で武蔵村山市大南、北西で上北台、北で立野、北東で南街、に接している。

### 河川
- 玉川上水
  - 野火止用水 (伊豆殿堀)

## 歴史
戦前は日立航空機立川工場があった。戦後にGHQに接収され、大和空軍施設となったが、1973年に返還され、その後開発が進むこととなった。

## 交通

### 鉄道
| 街区内の駅                                                                |
| ------------------------------------------------------------------------- |
| 西武拝島線 - 東大和市駅（SS 32） 多摩都市モノレール線 - 玉川上水駅(TT 17) |

※西武鉄道拝島線の玉川上水駅は、設備所在地は立川市幸町となる。

### バス
町内には3つの事業者、4つの事業者が路線を営業している。
- 立川バス
  - 上水営業所
    - 立22 - 立川駅〜玉川上水駅入口〜村山団地
    - 立23 - 立川駅〜玉川上水駅〜村山団地。
    - 玉10 - 玉川上水駅〜村山団地
    - 玉12 - 玉川上水駅〜村山団地〜武蔵村山病院〜イオンモール
    - 玉13 - 玉川上水駅〜上北台駅〜芋窪
- 西武バス
  - 立川営業所
    - 立35 - 立川駅〜東大和市駅〜奈良橋〜武蔵大和〜東村山駅
    - 立36 - 立川駅〜東大和市駅〜奈良橋
    - 立37 - 立川駅〜東大和市駅〜奈良橋〜武蔵村山市役所〜イオンモール
    - 立39 - 立川駅〜東大和市駅〜南街
    - 立45 - 立川駅〜東大和市駅〜芝中団地

  - 小平営業所
    - 立34 - 立川駅〜東大和市駅〜八坂駅〜久米川駅
    - 久84 - 小平営業所〜東大和市駅〜八坂駅〜久米川駅
    - 東大和市コミュニティバスちょこバス
- 都営バス
  - 早稲田営業所青梅支所
    - 梅70 - 青梅車庫〜青梅駅〜箱根ヶ崎〜東大和市駅〜小平駅・花小金井駅

### 道路
東大和市自体に国道が通っていない為、町内の道路は全て都道または市道。 
- 都道府県道
  - 主要地方道
    - 東京都道5号新宿青梅線
    - 東京都道43号立川東大和線

## 施設
- 東京都立東大和南高等学校
- 東京都立東大和南公園
- 東大和給水所
- 警視庁訓練施設
- 西武鉄道玉川上水車両基地
- 東京都立北多摩看護専門学校
- 東京都立東大和療育センター
- 中小企業大学校東京校
- イトーヨーカドー東大和店
- 佼成霊園

## 史跡
- 旧日立航空機立川工場変電所 (市の指定文化財)

## ギャラリー

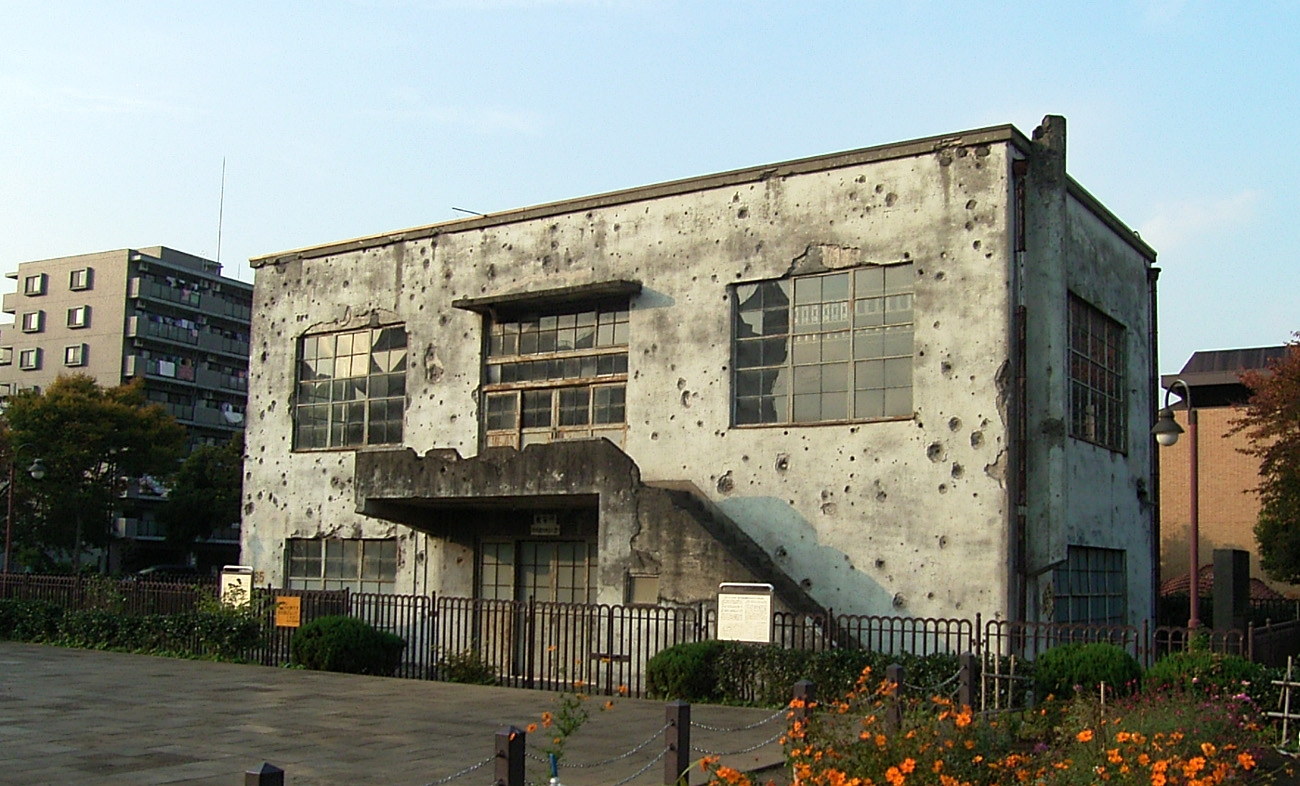
旧日立航空機立川工場変電所